# Mmm!
Mmm! ist ein kooperatives Familien- und Kinderspiel des deutschen Spieleautors Reiner Knizia. Das Spiel für einen bis vier Spieler ab fünf Jahren dauert etwa 20 Minuten pro Runde. Es ist im Jahr 2015 beim Verlag Pegasus Spiele erschienen. Im selben Jahr gewann das Spiel den österreichischen Spielepreis Spiel der Spiele und es wurde 2016 für das Kinderspiel des Jahres nominiert.

## Thema und Ausstattung
Bei dem Spiel geht es darum, dass alle Mitspieler als Mäuse gemeinsam möglichst viele Lebensmittel aus einem Vorratsraum holen, bevor die Katze beim Raum ist.
Das Spielmaterial besteht neben einer Spieleanleitung aus:
- einem doppelseitigen Spielplan, auf deren Seiten jeweils ein Feld mit Lebensmitteln und ein Flur mit Katzenspuren abgebildet sind,
- 56 Mäuseplättchen mit dem Gesicht einer Maus
- drei Holzwürfeln, auf denen jeweils ein rotes X sowie die fünf verschiedenen Lebensmittel (Fisch, Gurke, Käse, Brot und Karotte) abgebildet sind
- einer Holzfigur in Form einer Katze

## Spielweise
Vor dem Spiel wird ausgewählt, auf welcher Seite des Spielplans gespielt wird. Dabei ist der mit zwei Tatzen gekennzeichnete Spielplan aufgrund der abgebildeten Lebensmittel etwas schwerer zu gewinnen als der mit einem Tatzensymbol. Die Holzkatze wird auf das Startfeld der Flurleiste mit den Tatzen gestellt, alle Mäuseplättchen werden neben das Spielbrett gelegt.
Das Spiel ist kooperativ und die Spieler können sich in den Spielrunden beraten. Der Startspieler (entsprechend der Spielanleitung „der Mutigste“) würfelt die drei Würfel und muss danach mindestens einen der Würfel auf ein entsprechendes Lebensmittel legen, das X kann dabei nicht genutzt werden. Die Lebensmittel bestehen je nach Spielplan aus zwei bis vier oder zwei bis fünf Einzelteilen. Je nach Wahl des Spielers (oder der Spielgruppe) kann er danach mit den restlichen Würfeln nochmals würfeln oder vollständig belegte Nahrungsmittel abtransportieren. Sollte der Spieler erneut würfeln, platziert er nach dem Wurf wieder mindestens einen Würfel und kann, je nach Entscheidung, auch den letzten Würfel nochmals würfeln. Spätestens nach dem dritten Wurf muss mindestens ein Lebensmittel vollständig mit Würfeln (und Plättchen der Vorrunden) belegt sein, um abtransportiert zu werden. In diesem Fall werden alle mit Würfeln belegten Felder mit Mäuseplättchen abgedeckt, auch die, die nicht zu vollständig belegten Lebensmitteln gehören.
Würfelt der Spieler und kann danach keinen der Würfel auf ein noch freies Feld mit einem Nahrungsmittel legen (da er nur X oder nicht mehr verfügbare Nahrungsmittel gewürfelt hat) oder ist am Ende eines Zuges kein Lebensmittel vollständig belegt, muss er alle bereits liegenden Würfel wieder vom Feld nehmen und der Zug ist beendet. Zugleich bewegt sich in diesem Fall die Katze einen Schritt vorwärts, da in diesem Zug keine Nahrungsmittel abtransportiert wurden.
Das Spiel endet, wenn die Mäuse alle Lebensmittel abtransportiert haben, bevor die Katze den Vorratsraum erreicht; in diesem Fall haben die Spieler gemeinsam gewonnen. Gelingt dies den Spielern nicht, haben sie gemeinsam verloren.

### Regelvarianten
Um das Spiel schwieriger zu machen, werden in der Spielregel zwei Varianten vorgeschlagen. Eine Möglichkeit ist die Benutzung des etwas schwierigeren Spielplans mit längeren Lebensmitteln. Eine weitere Variante, um das Spiel schwieriger zu gestalten, ist eine Sonderregel, bei dem der erste platzierte Würfel die Position der weiteren Würfel der Runde bestimmt. Dabei müssen die Folgewürfel nur entweder eine senkrechte oder waagerechte Linie mit dem Startwürfel bilden.

## Rezeption und Erweiterungen
Das Spiel wurde von dem deutschen Spieleautor Reiner Knizia entwickelt und ist im Jahr 2015 bei dem Verlag Pegasus Spiele erschienen. Im gleichen Jahr gewann das Spiel den Hauptpreis des österreichischen Spielepreises Spiel der Spiele und es wurde 2016 für das Kinderspiel des Jahres nominiert. 2015 und 2016 erschienen auch Versionen auf Englisch, Polnisch, Tschechisch und Spanisch/Portugiesisch.
Laut der Jury zum Kinderspiel des Jahres erzeugt Mmm! „auf unnachahmliche Weise ein Gemeinschaftsgefühl. Jeder ist in jedem Moment dabei, jeder leistet seinen kulinarischen Beitrag auf dem Weg zum Festmahl. Besonders positiv: Das Spiel fasziniert Kinder und Erwachsene gleichermaßen. Es funktioniert mit jeder Spielerzahl gleich gut, sogar alleine und auch zu sechst.“

## Belege
1. 1 2 3 4 5 6  Spieleanleitung Mmm! bei gesellschaftsspiele.spielen.de; abgerufen am 21. Februar 2017
2. 1 2  Mmm! auf der Website des Spiel des Jahres e.V.; abgerufen am 21. Februar 2017
3. ↑  Mmm!, Versionen bei BoardGameGeek. Abgerufen am 21. Februar 2017.